# John Lewis (politik)
John Robert Lewis (21. února 1940 Troy – 17. července 2020 Atlanta) byl americký obhájce občanských práv a politik. Od roku 1987 do své smrti byl členem Demokratické strany a byl kongresmanem reprezentujícím 5. volební okrsek státu Georgia. Byl také vedoucím kongresové delegace za Georgii. Region, který reprezentoval, zahrnuje severní tři čtvrtiny Atlanty.

## Život
Lewis, který byl předsedou Studentského nenásilného koordinačního výboru (SNCC), byl jedním z „velkých šesti“ vůdců skupin, kteří zorganizovali v březnu 1963 pochod do Washingtonu. Hrál velkou roli v hnutí za občanská práva a v jeho akcích, které vedly k ukončení rasové segregace ve Spojených státech. Stal se vůdcem Demokratické strany ve Sněmovně reprezentantů USA, od roku 1991 působil jako Chief Deputy Whip a od roku 2003 jako Senior Chief Deputy Whip. Bylo mu uděleno mnoho čestných titulů a cen, včetně prezidentské medaile svobody.

### Freedom Riders
V roce 1961 se Lewis stal jedním z 13 původních Freedom Riders (jezdců svobody). Sedm bělochů a šest černochů se rozhodlo cestovat z Washingtonu, D. C. do New Orleans společně. V té době v některých jižanských státech stále platily zákony zakazující cestovat černochům a bělochům společně veřejnou dopravou. Jízdy svobody původně iniciovalo Společenství smíření a později je znovu obnovil James Farmer a Kongres rasové rovnosti (CORE). Jejich posláním bylo zvýšit tlak na federální vládu tak, aby začala vyžadovat rozhodnutí Nejvyššího soudu v případu Boynton versus Virginie (1960), které prohlásilo segregaci v mezistátních autobusových spojích za protiústavní. Jezdci svobody také poukázali na pasivitu federální vlády vůči násilí proti občanům, kteří jednali v souladu se zákony. Federální vláda spoléhala na to, že proslule rasistická Alabamská policie, aby chránila Jezdce, sama nepodnikne nic, kromě toho, že si agenti FBI udělají poznámky. Kennedyho administrativa pak alibisticky vyzvala k přerušení cest, aby došlo k uklidnění situace v zájmu zklidnění na mezinárodním poli v době studené války.
Na Jihu byli Lewis s dalšími nenásilnými jezdci svobody biti rozzuřenými lidmi, byli zatýkáni a vězněni. Ve svých 21 letech byl prvním jezdcem svobody napadeným v Rock Hill v Jižní Karolíně. Když zde chtěl vstoupit do čekárny pro bílé, dva běloši ho napadli, zranili jej na tváři a kopali ho do žeber. Navzdory tomuto brutálnímu útoku se Lewis o dva týdny později účastnil další jízdy do Jacksonu v Mississippi. „Byli jsme rozhodnutí nenechat se od našeho cíle odradit žádným násilím. Věděli jsme, že naše životy budou v ohrožení, ale rozhodli jsme se nevracet se,“ řekl Lewis ke konci svého života k jeho vytrvalosti po napadení. Lewis byl také na 40 dní zadržen ve státní věznici v Sunflower County v Mississippi poté, co se účastnil jízdy svobody v tomto státě.
V rozhovoru pro CNN k 40. výročí jízd svobody vzpomínal Lewis na množství násilí, kterému byl on a dalších 12 jezdců vystaveni. V Birminghamu byli biti basebalovými pálkami, řetězy, olověnými trubkami a kameny. Byli zatčeni policií, ta je dovezla na hranice s Tennessee a tam je pustila. Znovu se zorganizovali a jeli do Montgomery, kde je napadli s ještě větší agresivitou a Lewise udeřili do hlavy dřevěnou bednou. „Bylo to velmi násilné. Myslel jsem, že umřu. Zůstal jsem ležet v bezvědomí na autobusovém nádraží Greyhound Lines v Montgomery,“ vzpomínal Lewis na tento útok. Když pořádající organizace (CORE) z důvodu násilí upustila od dalších akcí, John Lewis spolu s další aktivistkou Diane Nash oslovili studenty z Nashvillu, kteří v cestách pokračovali a dovedli je k úspěšnému závěru.
V únoru 2009, 48 let poté, co byl do krve zbit na nádraží v Montgomery během jízd svobody, se Lewisovi v celostátní televizi omluvil Jižan a bývalý člen Ku-klux-klanu Elwin Wilson.